# Карбонат рубидия
Карбонат рубидия (углекислый рубидий) — соль щелочного металла рубидия и угольной кислоты с химической формулой Rb2CO3. Белые гигроскопические кристаллы.

## Получение
- Взаимодействие надпероксида рубидия с оксидами углерода:

{\displaystyle {\mathsf {4\ RbO_{2}+2\ CO_{2}\ {\xrightarrow {\ }}\ 2\ Rb_{2}CO_{3}+3\ O_{2}}}}
{\displaystyle {\mathsf {2RbO_{2}+CO\ {\xrightarrow {\ }}\ Rb_{2}CO_{3}+O_{2}}}}
- Пропуская углекислый газ через гидроксид рубидия:

{\displaystyle {\mathsf {2\ RbOH+CO_{2}\ {\xrightarrow {\ }}\ Rb_{2}CO_{3}+H_{2}O}}}

## Физические свойства
Карбонат рубидия представляет собой бесцветные гигроскопические кристаллы моноклинной сингонии.
При температуре 303°С переходит в гексагональную фазу.
Очень хорошо растворяется в воде, раствор имеет сильнощелочную реакцию.
Образует несколько кристаллогидратов: Rb2CO3•9H2O, Rb2CO3•8H2O, Rb2CO3•1,5H2O, Rb2CO3•0,5H2O.

## Химические свойства
- При нагревании в вакууме карбонат рубидия разлагается до оксида:

{\displaystyle {\mathsf {Rb_{2}CO_{3}\ {\xrightarrow {900^{o}C}}\ Rb_{2}O+CO_{2}}}}
- Реагирует с кислотами:

{\displaystyle {\mathsf {Rb_{2}CO_{3}+2\ HCl\ {\xrightarrow {\ }}\ 2\ RbCl+CO_{2}\uparrow +H_{2}O}}}
- Во влажном воздухе медленно взаимодействует с углекислым газом (гидрокарбонат рубидия):

{\displaystyle {\mathsf {Rb_{2}CO_{3}+H_{2}O+CO_{2}\ {\stackrel {\xrightarrow {20^{o}C}}{\xleftarrow[{170^{o}C}]{}}}\ 2\ RbHCO_{3}}}}
- С насыщенным раствором гидроксида кальция образует гидроксид рубидия, что используется для получения последнего[1]:

{\displaystyle {\mathsf {Rb_{2}CO_{3}+Ca(OH)_{2}\xrightarrow {} 2RbOH+CaCO_{3}\downarrow }}}